# Fushimi-ku
Fushimi-ku (伏見区?, Fushimi-ku) è uno degli 11 quartieri di Kyōto, in Giappone.